# Stichelia sagaris
Stichelia sagaris är en fjärilsart som beskrevs av Pieter Cramer 1775. Stichelia sagaris ingår i släktet Stichelia och familjen Riodinidae. Inga underarter finns listade i Catalogue of Life.